# Tsutomu Koyama
Tsutomu Koyama (jap. 小山勉 Koyama Tsutomu; ur. 26 lipca 1936 w Sakaide, zm. 2 lipca 2012 w Odawara) – japoński siatkarz, trener.

## Życiorys
Tsutomu Koyama wraz z reprezentacją Japonii zdobył 3 złote medale igrzysk azjatyckich, jeden w 1958 w Tokio oraz dwa w 1962 w Dżakarcie w odmianie 6– i 9–osobowej. Wystąpił na igrzyskach olimpijskich 1964 w Tokio, gdzie zdobył wraz z drużyną brązowy medal.
Po zakończeniu kariery zawodniczej został trenerem. W 1973 roku został trenerem męskiej reprezentacji, z którą osiągał sukcesy na arenie międzynarodowej:: brązowy medal mistrzostw świata (1974), a także złoty medal igrzysk azjatyckich (1974) i mistrzostw Azji (1975). Funkcję tę sprawował do igrzysk olimpijskich 1976 w Montrealu. Drugi raz reprezentację prowadził w latach 1986–1988.
Tsutomu Koyama zmarł na raka przełyku 2 lipca 2012 w Odawara w wieku 75 lat.

## Największe sukcesy
- Mistrzostwa Świata:
  -  1974
- Igrzyska Azjatyckie:
  -  1974
- Igrzyska olimpijskie:
  -  1964
- Mistrzostwa Azji:
  -  1975